# Joaquín Borges-Triana
Joaquín Borges-Triana (nacido en 1962 en La Habana, Cuba) es un crítico de música, profesor, periodista e investigador de la música cubana. Redactor de la revista artístico literaria El Caimán Barbudo.

## Reseña biográfica
Estudió en la escuela especial para ciegos Abel Santamaría, donde era obligatoria la asignatura Terapia Musical, por lo que afianzó más su vocación.
Estudió en la Facultad de Artes y Letras de la Universidad de La Habana entre 1981 y 1986, coincidió con gentes que desde estudiantes ya tenían muchas motivaciones y así se organizaban conciertos, exposiciones, peñas. Era un ambiente que le alentaba a buscar en el mundo cultural.
Le propusieron una beca para irse a Praga, Checoslovaquia a estudiar en un conservatorio europeo para invidentes, pero no se quería dedicar profesionalmente a la música; su intención era disfrutarla como simple oyente. Hubo una etapa donde solo le interesaba el rock, pero luego desde él se abrió a otros lenguajes sonoros.
Su carencia visual nunca le resultado un obstáculo para ejercer el Periodismo, gracias primero a la educación que recibió en casa, sobre todo de su madre. Hizo su doctorado en el Instituto Superior de Arte (ISA), en Ciencias sobre Arte, con una investigación sobre la escena de Música Cubana Alternativa.

### Trayectoria profesional
En 1997 se integra al grupo Agua de Coral, agrupación con la que edita un disco a través de la EGREM. Escribió la sección «La vitrola», de la revista Salsa Cubana, se desempeñó como Editor Principal de la revista Música Cubana, de la Unión de Escritores y Artistas de Cuba (UNEAC), fue miembro del Consejo Editorial de la revista de rock Jarock de Café hasta su desaparición, y colabora con Revolución y Cultura y Dédalos, órganos del Ministerio de Cultura y de la Asociación Hermanos Saíz, respectivamente.

### Actualidad
Trabaja como redactor de la revista artístico literaria El Caimán Barbudo. Desde 1988 ha escrito la columna semanal "Los que soñamos por la oreja", del periódico Juventud Rebelde, en la que ejerce la crítica musical desde una visión ecuménica del acontecer sonoro nacional e internacional. Lleva la columna La Compactera, en La Jiribilla, dedicada a reseñas discográficas. Durante el 2006, 2007 y 2013, ponencias suyas fueron escogidas por el comité de selección de los congresos de Latin American Studies Association (LASA), por lo que es afiliado de dicha organización académica.
Desde el 2006 es miembro de la rama latinoamericana de la International Association for the Study of Popular Music (IASPM-AL).

## Distinciones
- Premio Nacional de Periodismo Cultural José Antonio Fernández de Castro[3] (2016)
- Premio Alejo Carpentier de Ensayo[4] (2022)